# Lara González Ortega
Lara González Ortega  (Santa Pola, 22 de febrero de 1992), más conocida como Lara González, es una jugadora española de balonmano. Ocupa la demarcación de lateral izquierdo y actualmente juega por el club de Rapid Bucuresti de la Liga Rumana de balonmano, desde 2023.
Internacional con la selección española, con la que logró la medalla de bronce en los juegos olímpicos de Londres 2012 y la medalla de plata en el Europeo de Hungría y Croacia 2014, anunció su retirada del combinado nacional en 2025.

## Equipos

### Elche Mustang
Llegó al Club Balonmano Elche con 16 años procedente de Santa Pola, su ciudad natal. En la entidad ilicitana permaneció dos temporadas como juvenil y dos como júnior. A los 17 años, en su segunda temporada en el club, debutó con el primer equipo, el Elche Mustang, de la División de Honor. En el conjunto ilicitano fue una jugadora fija desde la temporada 2010/2011 bajo el mando de José Francisco Aldeguer. En la campaña 2011/2012 acabó como la máxima goleadora de entre todas las ligas europeas tras anotar más de 200 goles (220 en total). En verano de 2012 dejó el Elche Mustang por los problemas económicos del club, pese a que la voluntad de la jugadora era permanecer en el equipo. 

### Metz Handball
Ante la situación del Elche, Lara firmó por el Metz Handball de la Liga francesa de balonmano a principios de julio de 2012. Llegó para cubrir el puesto de Claudine Mendy y luego compartir el lateral izquierdo con Grace Zaadi. En su primera temporada en Metz,  ganó el campeonato (a CJF Fleury en el partido por el título) y la Copa de Francia (al vencer al Cercle Dijon por 37-29) y fue finalista de la Copa EHF tras perder ante las danesas del Team Tvis Holstebro, por un ajustadísimo 64-63 global (31-35 y 33-28). Anteriormente, hizo su debut en la Champions. Tras su fulgurante llegada a Francia se le consideró una de las promesas del balonmano español, debido a sus dotes y juventud.
Después de una victoria en la Copa de la Liga de 2014 ante el CJF Fleury por 25-20, prolongó su contrato por un año más. Esta segunda temporada también levanta el título de campeona de Francia con el Metz Handball al vencer en la gran final al Issy Paris Handball. 
En su última temporada en el conjunto francés, conquistó por segunda vez la Copa de Francia en abril de 2015, tras vencer en los penaltis al HBC Nîmes (24-24 en el tiempo reglamentario, 4-2 en los penaltis). No pudieron revalidar el título liguero, que fue a parar a manos del spanish Fleury, ya que fueron eliminadas en semifinales del play-offs ante el Issy Paris Handball (33-27 y 21-27). En total, jugó con el Metz 60 partidos y anotó 104 goles.

### Siófok KC
Para la temporada 2015/16, tras tres exitosos años en Francia, ficha por el Siófok KC de la Liga húngara de balonmano, donde coincide con su compañera de selección Macarena Aguilar. Su debut con su nuevo club, llegó en la primera jornada de liga ante el Békéscsabai Enkse en una victoria por 34-26, y en un partido en el que anotó 5 goles. En octubre, en un partido preparativo para el Campeonato Europeo de Balonmano Femenino de 2016 con España ante Austria, sufrió una grave lesión de rodilla, teniéndose que operar y perdiéndose lo que queda de 2015. Sin  embargo, milagrosamente acortó los plazos y pudo entrar en la lista de 16 de Jorge Dueñas para el Mundial.

## Selección nacional
En el Campeonato del Mundo Junior en 2012, terminó cuarta máximo goleadora del torneo con el equipo juvenil de España. 
El 22 de marzo de 2013, debutó con la selección española absoluta en el torneo Carpati Trophy disputado en Craiova (Rumanía). El combinado español, entrenado por Jorge Dueñas, cayó ante Alemania por 27-23.
Sus grandes actuaciones en el balonmano francés, le llevaron a ser convocada a la Selección femenina de balonmano de España para disputar el Campeonato Mundial de Balonmano Femenino de 2013 en Serbia, en el que lograron un discreto décimo puesto.
De nuevo es convocada para el Campeonato Europeo de Balonmano Femenino de 2014 que se está disputando conjuntamente en Hungría y Croacia. Superaron la primera fase con pleno de victorias y puntos tras vencer a Polonia, Rusia y Hungría. Sin embargo en la Maind Round perdieron sus dos primeros partidos ante Noruega y Rumanía. Finalmente en el decisivo y último partido, lograron una impresionante victoria ante Dinamarca por 29-22 para pasar por segunda vez en su historia a unas semifinales de un Europeo. En las semifinales se vengaron de su derrota ante Montenegro en los JJOO ganando por un vibrante 19-18, pasando a su segunda final de un Europeo. En la final se volvieron a cruzar contra Noruega perdiendo por 28-25 y acabando finalmente con una gran medalla de plata. En el plano individual Lara, comenzó con un proceso febril, que le impidió jugar el primer partido, aunque fue a más convirtiéndose en un bastión en defensa y en una pieza clave en el título. Jugó 7 partidos y anotó solo un gol, debido a que estuvo más en tareas defensivas.
Cuando parecía que se perdería el Campeonato Mundial de Balonmano Femenino de 2015 de Dinamarca, debido a una lesión en la rodilla, consiguió, milagrosamente acortar los plazos y pudo entrar en la lista de 16 de Jorge Dueñas para el Mundial. En la fase de grupos, comienzan ganando a Kazajistán, aunque luego pierden 28-26 ante la potente Rusia. Pese a esa derrota, se rehacen, y luego consiguen ganar cómodamente a Rumanía por 26-18 y golear a la débil Puerto Rico por 39-13. Finalmente, en el último partido de la liguilla de grupos caen ante Noruega por 26-29, acabando terceras de grupo y teniendo un complicado cruce en octavos de final ante Francia. Finalmente, en octavos fueron eliminadas por las francesas tras un penalti muy dudoso con el tiempo cumplido (22-21). No obstante, el arbitraje fue muy cuestionado por diversas exclusiones dudosas para las españolas, y por una roja directa también muy dudosa a Carmen Martín. Ante esta situación, las guerreras fueron eliminadas en octavos (al igual que el último Mundial), siendo duodécimas. En el aspecto individual, Lara jugó los seis partidos y anotó 3 goles, aunque volvió a prodigiarse más en defensa.
Su última aparición internacional antes del anuncio de su retirada con las Guerreras en marzo de 2025 fue en los Juegos Olímpicos de París 2024, dónde la capitana terminó su carrera con 184 partidos internacionales y 189 goles.

### Participaciones en Copas del Mundo[4]
| Mundial                                          | Sede      | Resultado        | Partidos | Goles |
| Campeonato Mundial Femenino de Balonmano de 2013 | Serbia    | Décimo puesto    | 6        | 7     |
| Campeonato Mundial de Balonmano Femenino de 2015 | Dinamarca | Duodécimo puesto | 6        | 3     |
| Campeonato Mundial de Balonmano Femenino de 2017 | Alemania  | Undécimo puesto  | 6        | 7     |
| Campeonato Mundial de Balonmano Femenino de 2019 | Japón     | Subcampeona      |          |       |

### Participaciones en Campeonatos de Europa[4]
| Europeo                                          | Sede              | Resultado        | Partidos | Goles |
| ------------------------------------------------ | ----------------- | ---------------- | -------- | ----- |
| Campeonato Europeo de Balonmano Femenino de 2014 | Hungría y Croacia | Subcampeona      | 7        | 1     |
| Campeonato Europeo de Balonmano Femenino de 2016 | Suecia            | Undécimo puesto  | 6        | 0     |
| Campeonato Europeo de Balonmano Femenino de 2018 | Francia           | Duodécimo puesto | 6        | 0     |

## Palmarés

### Clubes
- 2 x Liga francesa (2013 y 2014) con el Metz Handball.
- 2 x  Copa de Francia (2013 y 2015) con el Metz Handball.
- 1 x Copa de la Liga de Francia (2014) con el Metz Handball.
- 1 x Copa de Dinamarca en 2017 con el Team Esbjerg.
- Finalista de la Copa EHF en 2013 con el Metz Handball.

### Selección española
- 1 x Medalla de plata en el Mundial de Japón 2019.
- 1 x Medalla de plata en el Europeo de Hungría 2014.

## Premios, reconocimientos y distinciones
- Finalista a Mejor Deportista Femenina de 2015 en los Premios Deportivos Provinciales de la Diputación de Alicante (2016)[5][6]
- Medalla e Insignia de Oro y Brillantes de la Real Federación Española de Balonmano.[7]